# Gouvernement local en Irlande

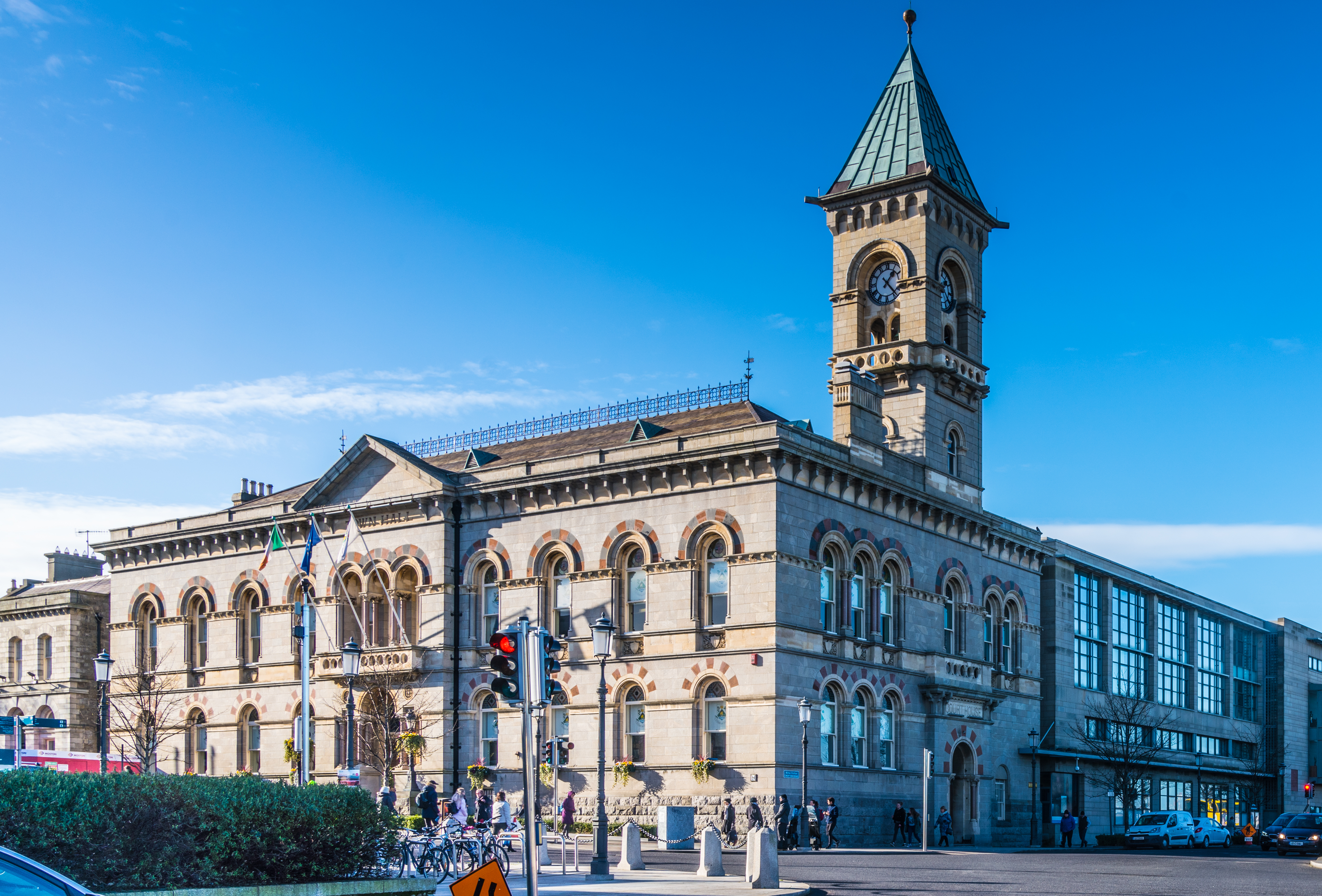
gouvernement local d'Ireland 2018

Les fonctions de gouvernement local en Irlande sont principalement exercées par les trente-et-un autorités locales, les conseils de comté, de ville, ou de comté et de ville, qui couvrent la totalité du territoire de l'État irlandais. Ces gouvernements locaux sont au premier niveau des unités administratives locales (LAU 1) définie par l'Eurostat.

## Liste
| Nom                                          | Comté                           | Province | Chef-lieu          |
| -------------------------------------------- | ------------------------------- | -------- | ------------------ |
| Conseil du comté de Carlow                   | Carlow                          | Leinster | Carlow             |
| Conseil du comté de Cavan                    | Cavan                           | Ulster   | Cavan              |
| Conseil du comté de Clare                    | Clare                           | Munster  | Ennis              |
| Conseil du comté de Cork                     | Cork                            | Munster  | Cork               |
| Conseil de la ville de Cork                  | Cork                            | Munster  | Cork               |
| Conseil du comté de Donegal                  | Donegal                         | Ulster   | Lifford            |
| Conseil de la ville de Dublin                | Dublin                          | Leinster | Dublin             |
| Conseil du comté de Dublin Sud               | Dublin (Dublin Sud)             | Leinster | Tallaght           |
| Conseil du comté de Dún Laoghaire-Rathdown   | Dublin (Dún Laoghaire-Rathdown) | Leinster | Dún Laoghaire      |
| Conseil du comté de Fingal                   | Dublin (Fingal)                 | Leinster | Swords             |
| Conseil du comté de Galway                   | Galway                          | Connacht | Galway             |
| Conseil de la ville de Galway                | Galway                          | Connacht | Galway             |
| Conseil du comté de Kerry                    | Kerry                           | Munster  | Tralee             |
| Conseil du comté de Kildare                  | Kildare                         | Leinster | Naas               |
| Conseil du comté de Kilkenny                 | Kilkenny                        | Leinster | Kilkenny           |
| Conseil du comté de Laois                    | Laois                           | Leinster | Portlaoise         |
| Conseil du comté de Leitrim                  | Leitrim                         | Connacht | Carrick-on-Shannon |
| Conseil de la ville et du comté de Limerick  | Limerick                        | Munster  | Limerick           |
| Conseil du comté de Longford                 | Longford                        | Leinster | Longford           |
| Conseil du comté de Louth                    | Louth                           | Leinster | Dundalk            |
| Conseil du comté de Mayo                     | Mayo                            | Connacht | Castlebar          |
| Conseil du comté de Meath                    | Meath                           | Leinster | Navan              |
| Conseil du comté de Monaghan                 | Monaghan                        | Ulster   | Monaghan           |
| Conseil du comté d'Offaly                    | Offaly                          | Leinster | Tullamore          |
| Conseil du comté de Roscommon                | Roscommon                       | Connacht | Roscommon          |
| Conseil du comté de Sligo                    | Sligo                           | Connacht | Sligo              |
| Conseil du comté de Tipperary                | Tipperary                       | Munster  | Nenagh / Clonmel   |
| Conseil de la ville et du comté de Waterford | Waterford                       | Munster  | Waterford          |
| Conseil du comté de Westmeath                | Westmeath                       | Leinster | Mullingar          |
| Conseil du comté de Wexford                  | Wexford                         | Leinster | Wexford            |
| Conseil du comté de Wicklow                  | Wicklow                         | Leinster | Wicklow            |